# Lycophotia grisea
Lycophotia grisea är en fjärilsart som beskrevs av Barend J. Lempke 1939. Lycophotia grisea ingår i släktet Lycophotia och familjen nattflyn. Inga underarter finns listade i Catalogue of Life.